# Alexander Dmitrijewitsch Brjuno

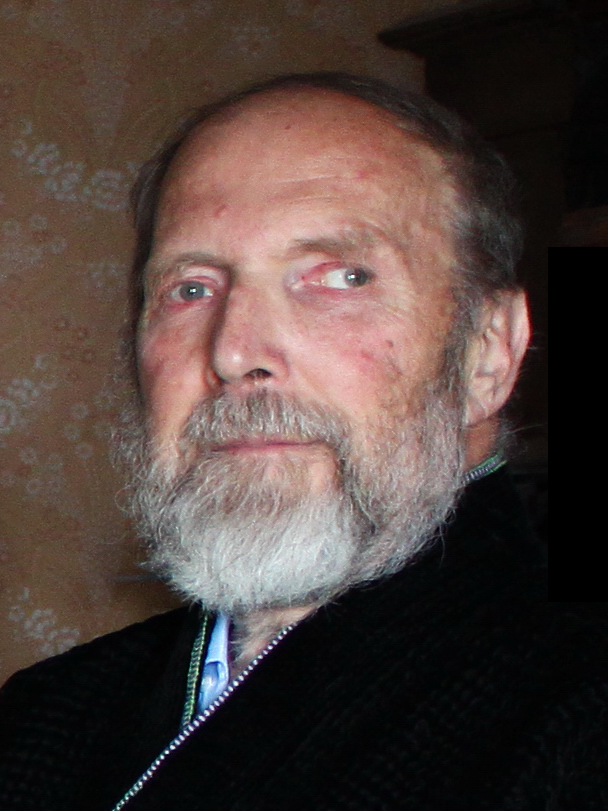
Alexander D. Brjuno

Alexander Dmitrijewitsch Brjuno (russisch Александр Дмитриевич Брюно, auch Bruno zitiert; * 26. Juni 1940) ist ein russischer Mathematiker, der sich mit Differentialgleichungen und mathematischen Problemen der Mechanik und Himmelsmechanik befasst. Er ist am Keldysch-Institut für Angewandte Mathematik der Russischen Akademie der Wissenschaften beschäftigt.
Brjuno gewann 1956 den Dritten und 1957 den Ersten Preis bei den Moskauer Mathematikolympiaden. Er studierte an der Lomonossow-Universität (Mech-Math Fakultät) mit dem Abschluss 1962, der Promotion an der Universität Kischinjow 1966 und der Habilitation (russischer Doktortitel) 1969.
Brjuno studierte in Anschluss an Carl Ludwig Siegel das Problem kleiner Nenner bei dynamischen Systemen, die sich aus der Iteration analytischer Funktionen in einer komplexen Variablen ergeben. Dabei führte er 1971 die Brjuno-Zahlen ein, irrationale Zahlen, bei denen die Nenner der Näherungsbrüche in der Kettenbruch-Entwicklung
{\displaystyle \sum _{n=0}^{\infty }{\frac {\log q_{n+1}}{q_{n}}}<\infty }
erfüllen. Analytische Keime holomorpher Diffeomorphismen nahe einem indifferenten irrationalen Fixpunkt sind linearisierbar, falls ihr linearer Anteil den Koeffizienten (Rotationszahl) {\displaystyle \lambda =\exp {i2\pi \alpha }} hat mit {\displaystyle \alpha } einer Brjuno-Zahl. Weitere Ergebnisse in dieser Richtung stammen von Jean-Christophe Yoccoz.

## Schriften
- A. D. Brjuno Analytical form of differential equations, Transaction of the Moscow Mathematical Society, Band 25, 1971, S. 131–288, Band 26, 1972, S. 199–239.
- A. D. Bruno Local Methods in Nonlinear Differential Equations, Springer Verlag 1989
- A. D. Bruno The Restricted 3-Body Problem, Berlin: Walter de Gruyter, 1994.
- A. D.  Bruno Power Geometry in Algebraic and Differential Equations, Amsterdam: Elsevier Science, 2000.
- A. D.  Bruno Power expansion of solutions to the system of algebraic and differential equations, Doklady Mathematics, 64, 2001, Nr. 2, S. 180–186.